# Conus perryae
Conus perryae är en snäckart som beskrevs av Clench 1942. Conus perryae ingår i släktet Conus och familjen kägelsnäckor. Inga underarter finns listade i Catalogue of Life.

## Bildgalleri

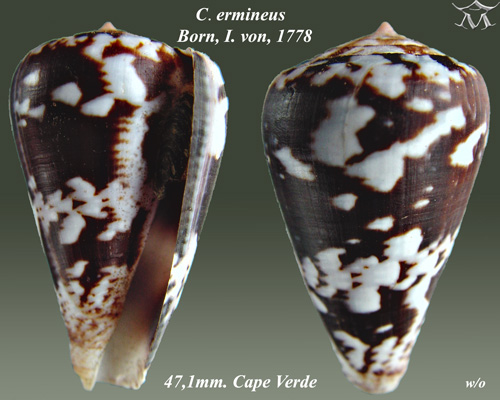
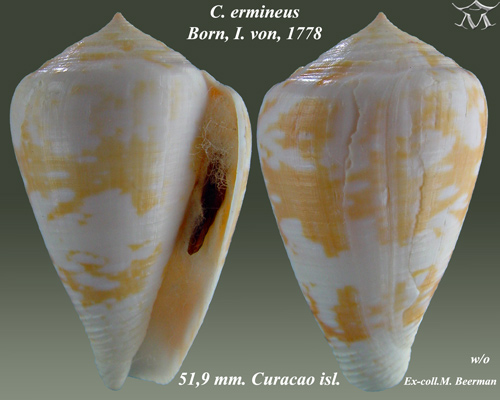
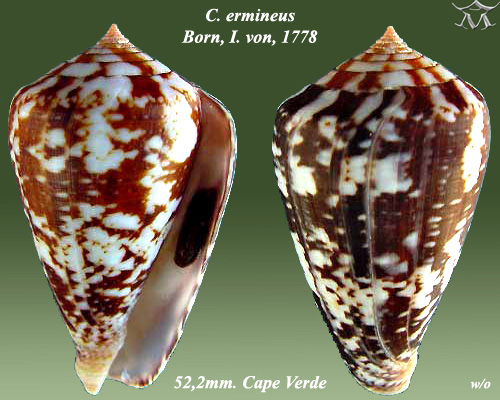
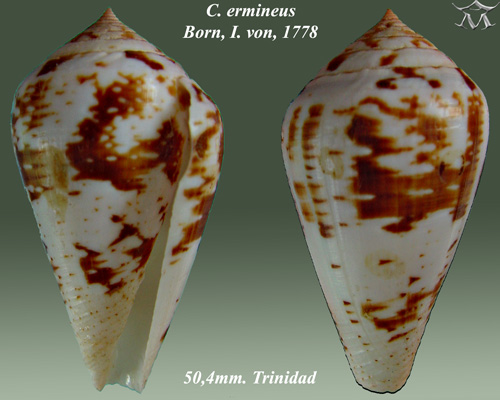